# Paul Hoeniger

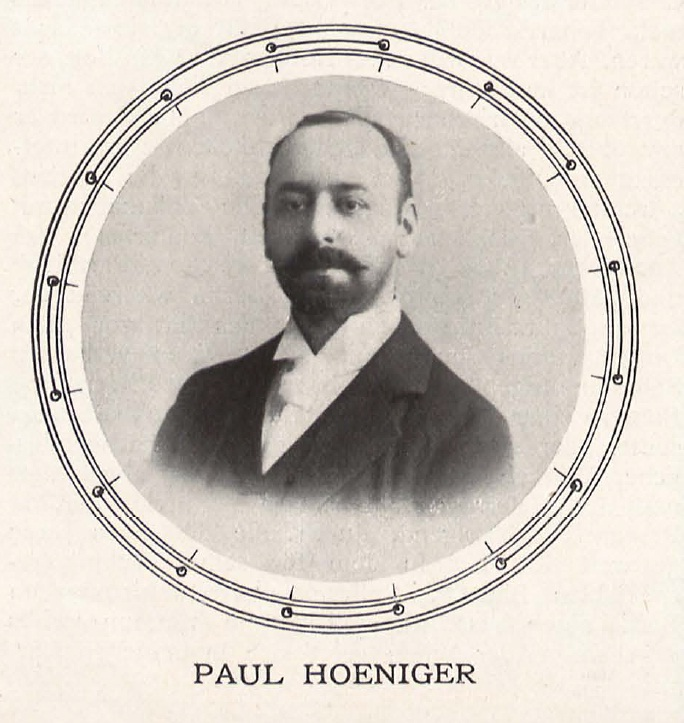
Paul Hoeniger, 1902.

Paul Hoeniger (auch: Paul Höniger; * 9. März 1865 in Berlin; † 24. April 1924 in Berlin) war ein deutscher Maler der wilhelminischen Epoche.

## Leben und Wirken

### Ausbildung

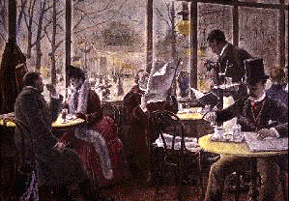
Im Café Josty (1890)

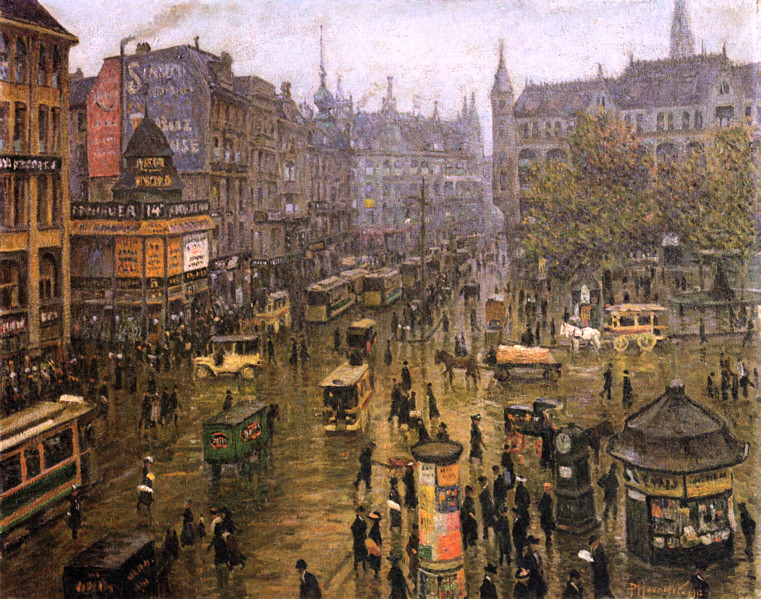
Spittelmarkt (1912)

Paul Hoeniger studierte an den Kunstakademien in Berlin und München. Er war ein zu seiner Zeit berühmter Schüler des Malers Franz Skarbina in Berlin. 1891 reiste er nach Paris, um dort die zeitgenössischen impressionistischen Maler zu studieren und schrieb sich an der Académie Julian ein. Er wurde vor allem durch die Arbeiten von Camille Pissarro, aber auch durch die Darstellungen der „Belle Epoque“ von Jean Béraud beeinflusst.

### Studienreisen
Von Paris aus unternahm Paul Hoeniger auch verschiedene Studienreisen in andere Städte, unter anderem in Belgien und den Niederlanden, wobei er die dort befindlichen Werke verstorbener und gegenwärtiger Künstler studierte, nach dem Vorbild ähnlicher Reisen seines Lehrers Franz Skarbina.

### Maler von Alltagsszenen
Nach seiner Rückkehr nach Deutschland wohnte er in der Berliner Königin-Augusta-Straße 41, in demselben Haus wie sein Lehrer Franz Skarbina. Er malte, wie er es in Paris gelernt hatte, vor allem Alltagsszenen und wurde bekannt als Spezialist für dieses Genre. Gerhard Strauss bezeichnet ihn sogar als „einen vergessenen Maler Berlins und seiner Arbeiterklasse“. Einige der frühen Zeichnungen Hoenigers, z. B. die Grafiken Frühmorgens zur Arbeit, Berliner Dienstmann, Berlin O. und In der Garnfärberei können dieses Urteil stützen. Paul Hoeniger hebt sich mit seiner Themenwahl jedenfalls deutlich ab von anderen Malern der Epoche, die geschichtlich-heroische oder militärisch-politische Themen bevorzugten und sich dadurch auch die Aufmerksamkeit und Zustimmung offizieller Stellen sichern konnten.

### Ausstellungstätigkeit
Seit 1888 beteiligte er sich an den Ausstellungen der Berliner Akademie der Künste, wo sein Bild Im Café Josty auffiel, sowie an der Großen Berliner Kunstausstellung. Auf der ersten Ausstellung der Berliner Secession 1899 zeigte er sein Gemälde Alt-Berlin.
Auf der zweiten Ausstellung der Berliner Secession 1900 zeigte er die Ölgemälde Ein alter Winkel und Haltestelle (Nebelstimmung). Ab 1900 wurde Hoeniger als ordentliches Mitglied der Berliner Secession geführt. Zwischen 1891 und 1912 beteiligte er sich regelmäßig an Ausstellungen in Deutschland (Münchener Glaspalast), nahm aber auch an Ausstellungen in Paris teil, einschließlich der Salon-Ausstellungen von 1895, 1898 und 1904.

## Werke (Auswahl)
| - Im Café Josty (1890) - Stehender Knabe an der Küchentüre (1892) - Pariser Damen (1897) - Moulin de la Galette, Paris - Alt-Berlin (1899) - An der Belle-Alliance-Brücke - Ein alter Winkel (1900) - Haltestelle (Nebelstimmung) (1900) - Eine Frau und ein Kind auf einem Waldweg, 1900 - Am Strand von Westerland, Sylt (1900–1910) - Frühmorgens zur Arbeit (Zeichnung, 1901) - Berliner Dienstmann (Zeichnung, 1901) - Jugendstil-Dame (1903) - Brücke am Baumwall, Hamburg (1905) - Wiese mit Bäumen - Gemüsemarkt in Dieppe - Die Kirche von St. Jacques in Dieppe - Altes Haus in Dieppe (auch: Das rote Haus) (1909)\| - An der Kathedrale (Dieppe) (1909) - Die Villa Goldschmit - Belebter Markt vor der Michaelis-Kirche in Hamburg - Marktplatz in Hamburg (Rödingsmarkt?) - Die Kirche von Moret-sur-Loiny - In Liebe versunken (Zeichnung) - Der alte Alexanderplatz in Berlin - Ansicht des Palazzo Dario am Campiello Barbaro in Venedig (1911) - Dorfgasse (1912) - Spittelmarkt (1912) - Flusslandschaft - Im Schlossgarten - Herbsttage in Paris - Dorfstraße bei trübem Wetter - Am Strand (1921) - Strandszene mit Badenden (1923) - Porträt einer Dame (1924) |

## Galerie

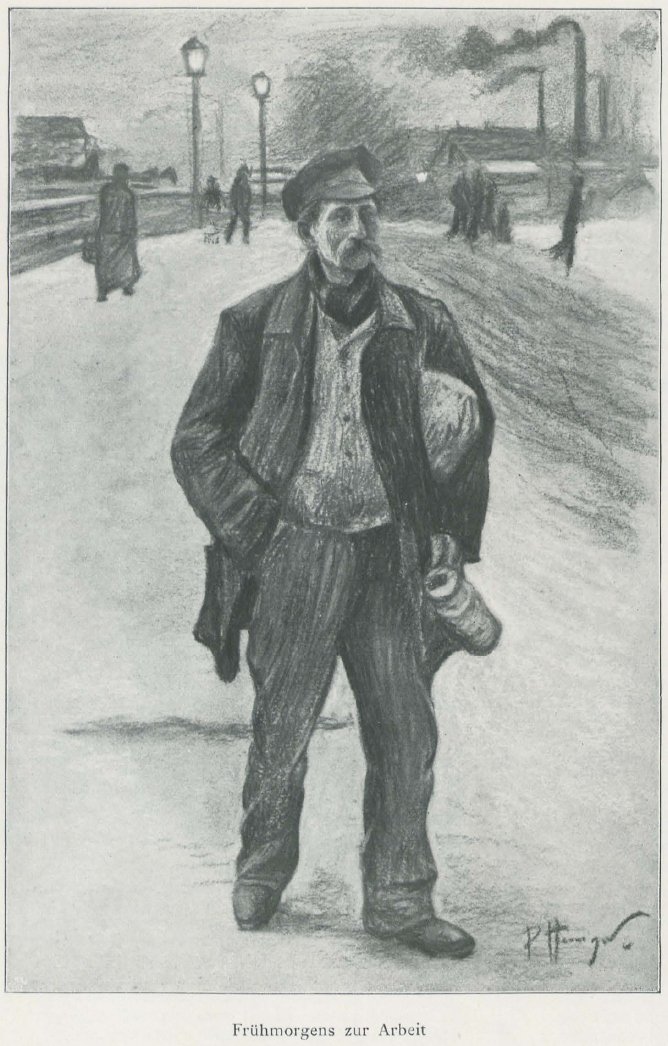
Frühmorgens zur Arbeit.
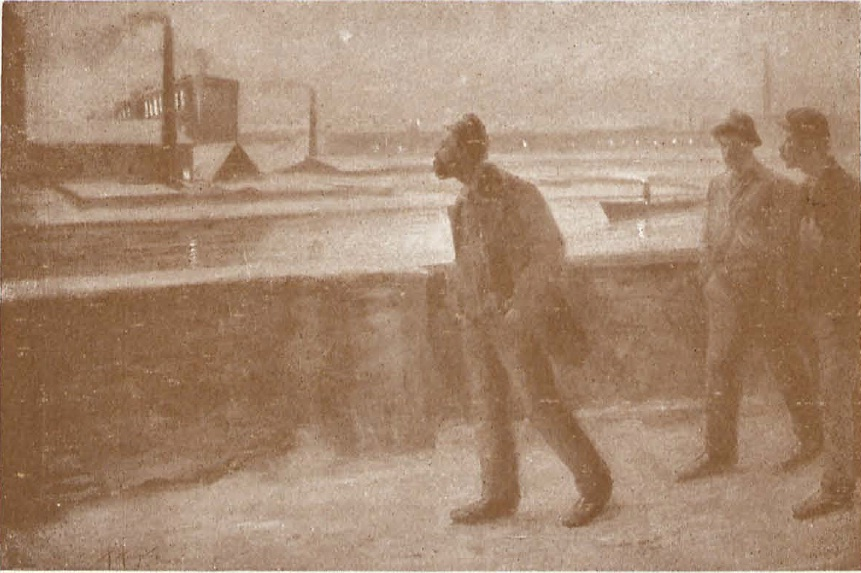
Berlin O.
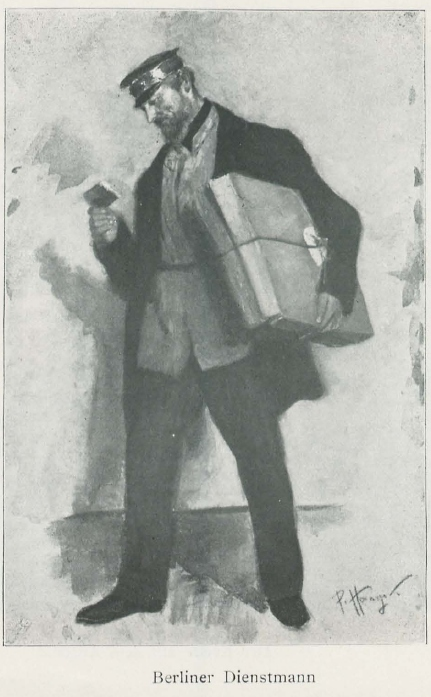
Berliner Dienstmann.
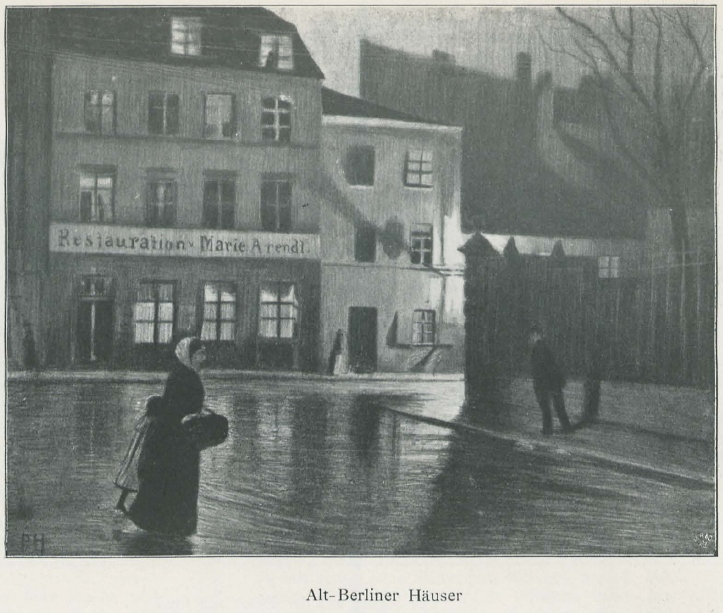
Alt-Berliner Häuser.
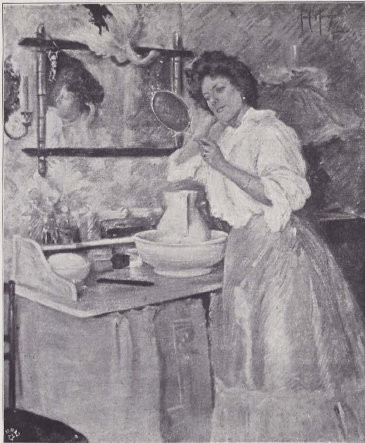
Dame mit Spiegel.
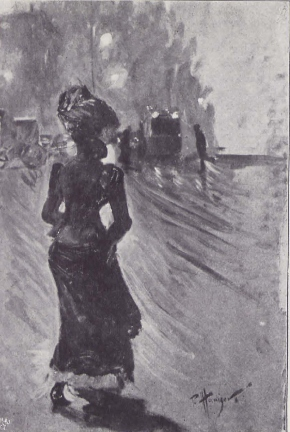
Dame auf abendlicher Straße.
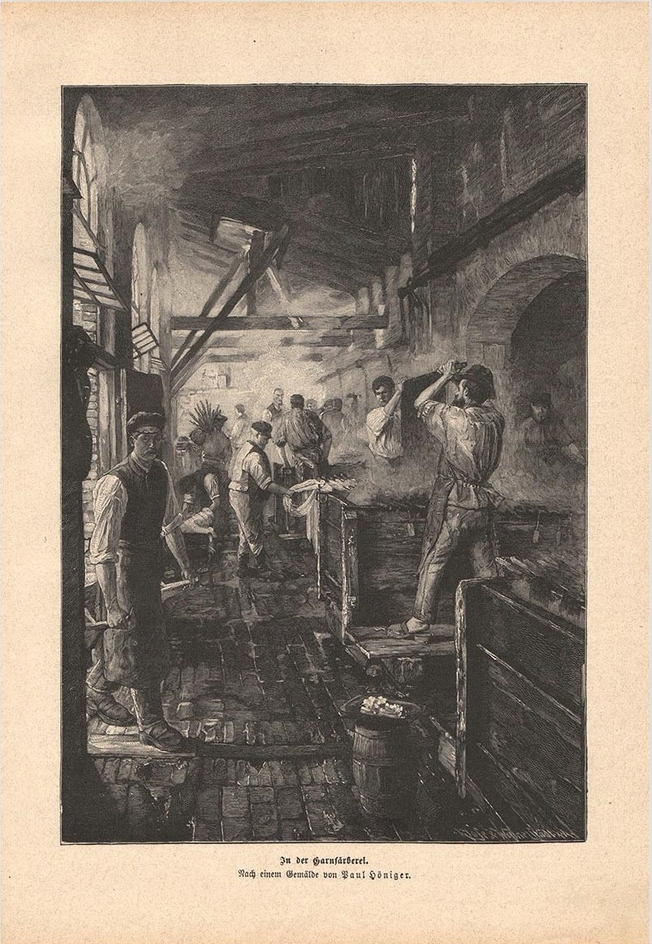
In der Garnfärberei. (Holzstich eines unbekannten Künstlers nach einem Gemälde von Paul Hoeniger.)